# Plaza Satélite
Plaza Satélite es un centro comercial ubicado en el norponiente del Área Metropolitana de la Ciudad de México. Está ubicado en el fraccionamiento Ciudad Satélite, en el municipio de Naucalpan de Juárez, Estado de México, sobre el Boulevard Manuel Ávila Camacho y Circuito Centro Comercial.

## Historia
El Complejo comercial Plaza Satélite se comenzó a construir durante 1968 en unos terrenos ubicados en Ciudad Satélite, municipio de Naucalpan de Juárez, Estado de México. El arquitecto encargado de su diseño fue Juan Sordo Madaleno, fundador del despacho Sordo Madaleno. La obra fue inaugurada el 13 de octubre de 1971 con cinco grandes firmas comerciales que eran: Sears, Sanborns, París-Londres, Liverpool y el Cinema el dorado 70; además de que contaba con alrededor de 150 tiendas de todo tipo, restaurantes, bancos y un cine. En la obra original la plaza contaba con un estacionamiento a la intemperie con espacio para 3000 vehículos.

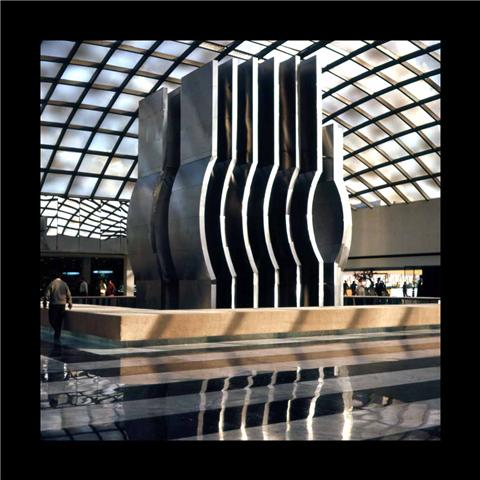
Escultura monumental de acero inoxidable de Olivier Seguin ubicada al interior de la plaza, 1971.

Desde su inauguración no tuvo cambios significativos, tanto en acabados, como en comercios, que en cierta forma perduraron hasta el año de 1995 que se dio su remodelación y expansión. Es en esta época, entre el término de la década de los 70 hasta principios de los años 90, la cual tiene su apogeo como centro comercial ya que no se tenía este concepto en el país, al menos desarrollado de manera masiva (salvo la Plaza del Sol, en la ciudad de Zapopan, Jalisco), misma que igual se compenetró con la vida de los lugareños y visitantes como un punto referencial de encuentro, compras y entretenimiento) y así justo en 1995, para poner al día el centro comercial se le brindó una primera remodelación que se menciona más abajo. Así mismo se le consideró uno de los más grandes junto a Plaza Perisur y Centro Comercial Santa Fe (título que aún ostenta en un segundo lugar, como uno de los 3 grandes centros del Área Metropolitana del Valle de México).
En 1995 se planeó la última expansión que ha tenido el centro comercial, creciendo a 240 el número de locales comerciales, creció el área principal de comida y se renovó por completo el conjunto de salas de cine a quince completamente nuevas, siendo estas manejadas por la empresa Cinépolis. En 1998 se terminó la expansión de Plaza Satélite terminando una nueva tienda departamental la cual es El Palacio de Hierro, para así contar con tres grandes tiendas anclas a sus lados Sears y Liverpool, y al centro El Palacio de Hierro, además de que el complejo que ocupaba la tienda departamental París-Londres fue sustituido por la operación de la tienda de ropa Suburbia, entonces propiedad de Grupo Cifra. Más tarde el estacionamiento creció a 5742 lugares para vehículos, convirtiéndose en el estacionamiento más grande en un centro comercial en México, mismo que se automatizó en el año 2005. (tuvo una operación conjunta con operadores humanos en un periodo de 2 años hasta su definitiva aplicación en 2007).
Para finales de la década del 2000 pasa por otra reestructuración, La tienda Suburbia desaparece del entorno, para dar lugar a la nueva ubicación de la Tienda Mixup, así como una tienda Apple Store y otras menores en la parte inferior, esto reorganizando el espacio que dejó la tienda departamental antes mencionada, además las funciones de la misma recayeron en la sucursal ubicada junto al Walmart de la zona.
En 2014 se inaugura "Satelukids", una facilidad para madres que acuden con sus bebes de compras, con espacios donde se puedan efectuar cambios de pañal, calentado de biberones entre otros servicios ad hoc para este grupo de clientes en general, siendo gratuito su uso general, el cual abre todos los días de 10:00 a 20:00.
El 29 de julio de 2015 se detecta una fuga de gas en el sector de comida rápida conocido como "La Canasta" y el complejo de Cines Cinepolis, los clientes y cinéfilos presentes se habían quejado de malestares en la Garganta y Picazón, por lo que se procedió a evacuar la zona, alrededor de 300 personas fueron desalojadas del complejo, en tanto Protección Civil de Naucalpan acordono la zona e hizo las investigaciones pertinentes.
Para el año 2019, la plaza contó con un segundo rediseño incorporando y reorganizando la oferta comercial de hasta ese entonces, al añadir un tercer piso de servicio así como la reconstrucción del área de comida rápida que se dejara de denominar como la canasta, más la reubicación de la cadena de cines Cinepolis al extremo suroriente coincidiendo con la tienda Sears, de igual forma llegan nuevas tiendas como la juguetera Hamleys, Birkenstock y demás adiciones que aumentan la ya variada oferta de la zona, dicha renovación quedó íntegra al 100% para 2020 para así poner a Plaza Satélite al día. Asimismo el restaurante Sanborns de la misma vuelve a recuperar la vista panorámica hacia periférico y el poniente de la misma. 
Sin embargo el cambio más notorio el cual no fue muy bien recibido por la organización de colonos de Ciudad Satélite fue la remoción de la escultura correspondiente al logotipo de la plaza lo cual hasta la fecha no ha sido explicado el por qué de dicha acción.

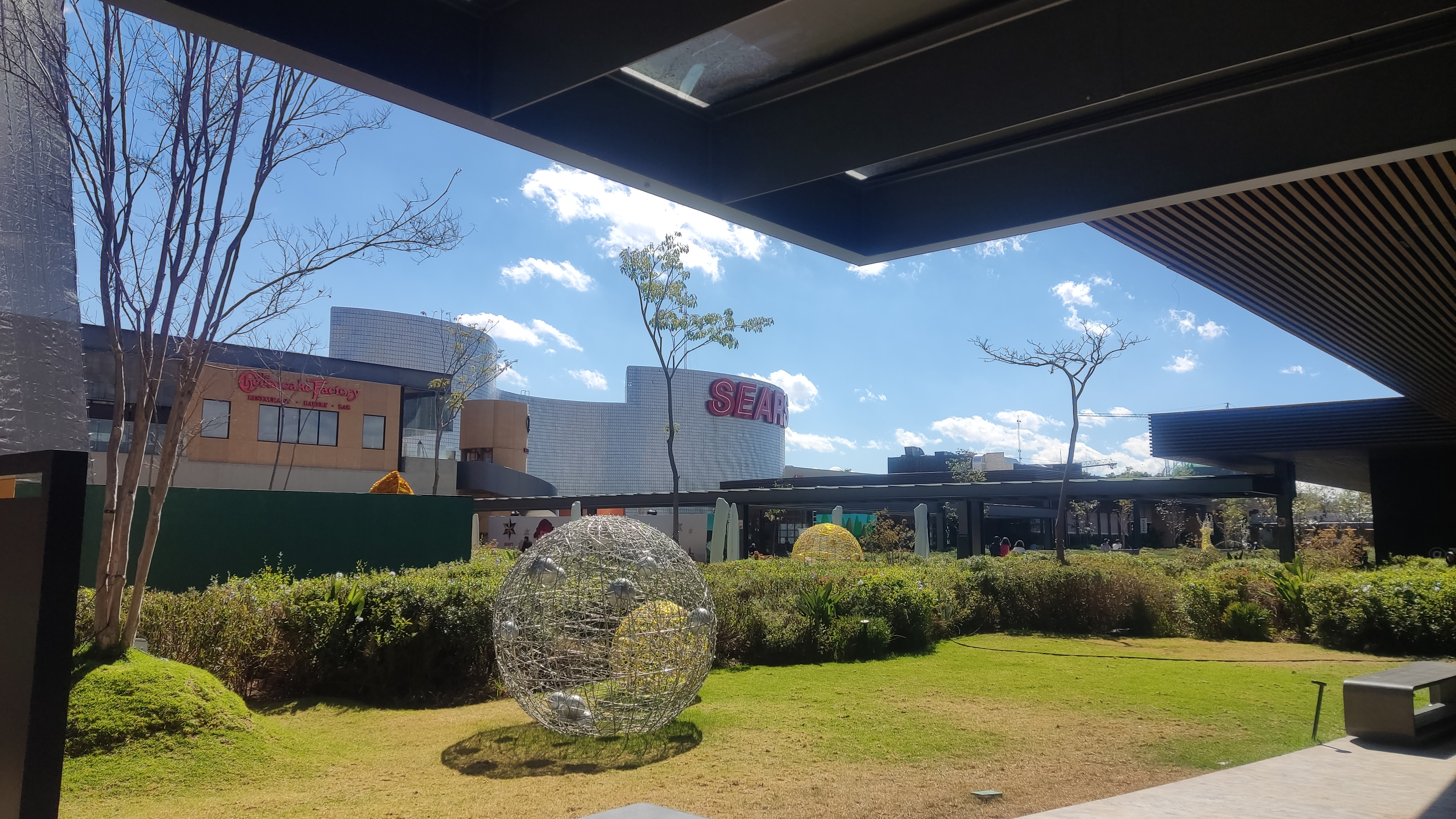
Interior de la plaza en 2023.

Otra adición en estos últimos años, la más reciente fue la inauguración del Parque Plaza Satélite, mismo que entra en sustitución de la plaza superior de estacionamientos añadiendo un área verde a la plaza misma que solo está abierta de 8:00 a 18:00 horas todos los días, con el fin de proveer una alternativa más, esto coincidiendo con el área de periférico misma que podrá notarse la adición de dicho parque, que sustituyó al nivel del estacionamiento al aire libre.Inaugurado por el entonces gobernador del Estado de México Alfredo del Mazo Maza, el día 5 de noviembre del año 2020.

## Características
El diseño de Plaza Satélite en cuanto a su organización comprende una traza en forma de "H" la cual en el segmento central se compone de un vestíbulo principal que contenía una escultura con el logotipo de la plaza el cual ha estado ahí desde su inauguración hasta la última remodelación, en la cual fue removida la escultura del logotipo, esta misma siendo reconocible por lugareños y demás que pudieron aún verla antes de la remodelación de la década de 2010. Asimismo se compone de 2 pisos completos los cuales contienen distintos tipos de locales, en 4 segmentos según su orientación cardinal.
- Al Norte se encuentra el complejo que alberga a la tienda Liverpool cuya estructura comprende 4 secciones ocupadas por la tienda departamental. en ambos casos los 2 pisos son vecinos de distintos tipos de comercios y servicios.

- Al Sur se compone principalmente de una tienda departamental de la cadena Sears, la cual contiene 3 secciones perfectamente reconocibles, de manera similar la misma cadena tiene en la parte contigua en las 2 salidas como vecinos varios establecimientos y uno a su lado correspondiente a la cadena de Ultramarinos La Europea, en la parte superior tiene como vecino 2 cafeterías, una de la franquicia Café Punta del Cielo y una ya antigua pero aún en funcionamiento y conocida por todos los oriundos de la zona denominada "Café Mozart" simultáneamente es vecino de 1 estética.

- Al Poniente la Añadidura más reciente es el complejo que alberga a la tienda Palacio de Hierro, el cual ocupa 2 secciones perfectamente reconocibles y conectadas por distintas formas a la explanada superior que da al Periférico, al estacionamiento inferior en 3.º nivel y a las 2 partes de la explanada central tanto la superior como la inferior, como vecino tiene un restaurante de la Cadena Sanborns en la parte superior y que en tiempos pasados tenía vista panorámica del paisaje del Periférico Norte.

- Al oriente se ubicaba la tienda París-Londres la cual dejó de funcionar aprox. en 1991, dejando en su lugar una tienda Suburbia, la cual operó hasta 2009 aprox. en la actualidad dicho espacio está repartido por otras tiendas como las de Apple y Mixup y otras menores.

- En la parte Norponiente se localizan diversos en la parte norponiente misma que da al periférico se encuentran distintos locales consistentes en comercios diversos de electrónicos y tiendas diversas de tecnología así como una Neveria y 2 bancos que también se localizan en dicha ubicación (siendo los bancos Santander y BBVA) en la parte superior se encuentran algunas zapaterías, la tienda de instrumentos musicales Verkaamp y algunas tiendas de ropa de diversas marcas.

- Mientras que al Nororiente (parte que da al Circuito centro comercial) en la parte superior se localizan algunas tiendas naturistas de la cadena Nutrisa y algunos otros comercios especializados en distintos rubros así como un restaurante de la cadena California Pizza Kitchen, en la parte inferior se localizan otras tiendas también de diversos propósitos y otro restaurante que da principalmente a la parte baja del estacionamiento llamado Fonda de Santa Anita y en la parte superior se alberga una tienda de deportes de la cadena Marti.

- En la parte Sur-poniente, que es la que da al Periférico se ubican distintos comercios tanto en la parte superior como en la inferior, como establecimientos especializados en fotografía y revelado, venta de boletos de avión de Aeroméxico (antes Mexicana de Aviación), una tienda Astral Freaks de Ropa Juvenil y otras más de ropa infantil, Servicio de Sanitarios y Lockers, así como otros quioscos centrales que distribuyen y venden productos como los que se ven por Televisión (CV Directo) y algunas isletas que venden accesorios para teléfonos celulares. en el exterior de esta parte en el sentido sur se ubican además de los accesos pertinentes a la plaza desde nivel de calle, 2 bancos (HSBC y Banamex, así como una Pastelería de la Franquicia "El Globo" y otro anexo superior de BBVA correspondiente a los cajeros automáticos) así como un acceso a Sears y otro a Palacio de Hierro donde también se accede al restaurante de esta tienda departamental además de su sección de ultramarinos, asimismo se cuenta con un servicio para padres de familia que desean atender a sus bebes e infantes al salir de compras denominada Satelukids.

- En la parte sur-oriente, que es la que da al Circuito Centro Comercial, tenemos también distintos tipos de establecimientos, tanto en la parte superior como en la inferior, entre ellos tenemos heladerías, expendedoras de billetes de lotería, representantes autorizados de algunos servicios financieros entre otros. También se cuenta una tienda especializada (Trenes S.A.) en modelos y maquetas de Trenes y Autobuses así como otras escalas más (siendo representante autorizado de La marca Lionel Trains), así como una de las pocas tiendas oficiales de la marca Japonesa Sanrio (que engloba a todas las marcas como Hello Kitty, Badtz-Maru entre otras.), así como oficinas y centro de pago de American Express. En esta parte se encuentra localizado el acceso a lo que se llama "La Canasta', básicamente un espacio Cuadrado que engloba distintos establecimientos de comida Rápida (Burger King, Cinnamon, Pizza Hut, KFC, Sbarro entre otras, que tiene espacios tanto en el mismo cuadrado divididos por el pasillo de circulación que da al complejo de cines en la parte superior y que cuenta con servicio de sanitarios en las partes poniente de dicho cuadro, así como más mesas en un enclave cubierto frente a un elevador para uso exclusivo de discapacitados y carreolas), más adelante y arriba como continuación del mismo recuadro se tienen más establecimientos de comida rápida, con mesas no tan extensas como las de abajo, una centro de entretenimiento de "Maquinitas" de la cadena "Coney Island" y el complejo Cinepolis en sí, aunque el último ya no se encuentra en esta remodelación ya que los cines quedaron en la parte colindante a Sears.

- La plaza en su parte exterior cuenta con un restaurante de la Cadena Vips Adyacente a la plaza, enclavada en el mismo estacionamiento.

## Vías de comunicación
Por su ubicación estratégica resulta uno de los complejos comerciales mejor comunicados por lo que el llegar a él no supone un problema, más allá de los tiempos entorpecidos por el tránsito intenso en horas pico, aun así se tienen formas de llegar en transporte privado mediante 2 vías.
- Periférico Norte (Viniendo del Sur, los accesos son más directos al estar ubicados en paralelo a esta vía de comunicación, Viniendo del Norte se requiere entrar por algún acceso a la parte de Satélite, dependiendo a que parte se desee ingresar, si se quiere ingresar a la parte Norte con ingresar a circunvalación oriente las mismas calles serán guía para llegar a los accesos de estacionamiento ubicados en la calle centro comercial)

- Circuito Centro Comercial (esta es la alternativa para quienes vienen de las colonias vecinas a Satélite y las Zonas de Satélite Oriente, básicamente acercándose a la Calle Circuito Centro comercial y ahí elegir la entrada más conveniente al estacionamiento).

### Transporte público
Para poder llegar por medio del transporte público se pueden usar las siguientes rutas de autobuses concesionados. Casi todas las alternativas lo dejaran directamente en alguna de las 2 Bahías de Transporte Público dispuestas para este fin las cuales se ubican en el sentido norte del Periférico, proveniente de la Ciudad de México.
No obstante si se llega por medio del sentido sur hacia la Ciudad de México, deben ocuparse cualquiera de los 2 pasos peatonales dispuestos para ingresar al complejo comercial, uno está ubicado frente a la parada de autobuses, que se localiza en el "Parque Correos" y otro colindante con el Circuito Arquitectos, en esquina con Periférico Norte.
En el caso de la parte oriente solo se cuenta con una parada y base de tipo "Stop and Go" de la Ruta 26 AIEMSA del Estado de México que da servicio con las rutas Metro Rosario - Plaza Satélite por V. Hermosa y Plaza Satélite - Tlalnepantla por V. Hermosa o Viveros de Asís (este último es de regreso a Tlalnepantla de Baz).

#### Transporte Público de laCiudad de México
- Ruta 2 (Metro Chapultepec - Satélite/Valle Dorado) (Sustituido por corredor SIMESA).
- Ruta 17 (Metro Tacuba - Plaza Satélite/Valle Dorado/Arboledas).
- Ruta 89 (Metro Observatorio - Tlalnepantla/Atizapan).
- Ruta 98 (Metro Tacubaya - Satélite/Valle Dorado/Arboledas/Tec de Monterrey).

#### Transporte Público delEstado de México
- Ruta 27 Miguel Hidalgo S.A.: (Salidas desde Metro Chapultepec y Metro Cuatro Caminos).
- AMMOSA: (Salida desde Metro Cuatro Caminos).
- Autotransportes Monteauto y Anexas: (Salida desde Metro Chapultepec y Metro Cuatro Caminos).
- Línea México Cuautitlán Tepotzotlán: (Salida desde Metro Cuatro Caminos).
- Autotransportes México Atzcapotzalco Tlalnepantla S.A.: (Salidas desde Metro Cuatro Caminos y Metro Rosario).
- AIEMSA (Autobuses Integrales del Estado de México Ruta 26: (Salida desde Metro Rosario (Ruta Metro Rosario - Plaza Satélite Por V. Hermosa) y desde Mercado de Tlalnepantla por Viveros y V. Hermosa).
- Transportes Terrestres con enlace al Distrito Federal Ruta 25-01: (Salidas desde Metro Observatorio, Metro Tacubaya y Metro Cuatro Caminos.
- Autobuses México Zumpango y Anexas: (Salidas desde Metro Cuatro Caminos).
- Línea AMO (coloquialmente conocida como Coheteros): (Salida desde Metro Cuatro Caminos).
- Autobuses Circuito Hospitales Tlalnepantla y Anexas: (Salida desde Metro Cuatro Caminos).